# Porocottus minutus
Porocottus minutus és una espècie de peix pertanyent a la família dels còtids.

## Hàbitat
És un peix marí, demersal i de clima temperat que viu entre 0-30 m de fondària.

## Distribució geogràfica
Es troba al Pacífic nord-occidental: illa de Talak (mar d'Okhotsk).

## Observacions
És inofensiu per als humans.